# Paredes, Guanajuato
Paredes är en ort i Mexiko.   Den ligger i kommunen Santa Catarina och delstaten Guanajuato, i den centrala delen av landet, 220 km nordväst om huvudstaden Mexico City. Paredes ligger 2 138 meter över havet och antalet invånare är 323.
Terrängen runt Paredes är kuperad åt sydväst, men åt nordost är den bergig. Runt Paredes är det ganska glesbefolkat, med 23 invånare per kvadratkilometer. Närmaste större samhälle är Xichú, 10,4 km norr om Paredes. Trakten runt Paredes består i huvudsak av gräsmarker.